# William Temple Hornaday
 (décembre 2024).
Si vous disposez d'ouvrages ou d'articles de référence ou si vous connaissez des sites web de qualité traitant du thème abordé ici, merci de compléter l'article en donnant les références utiles à sa vérifiabilité et en les liant à la section « Notes et références ».
William Temple Hornaday, né le 1er décembre 1854 et mort le 6 mars 1937 est un  américain zoologiste, conservateur, essayiste, taxidermiste et protecteur de la nature. Il a révolutionné la présentation des musées d’histoire naturelle en reconstituant la faune dans son milieu naturel.
Protecteur de la nature, il est crédité pour avoir sauvé le Bison d'Amérique et l’Otarie à fourrure d'Alaska de l'extinction.

## Biographie

### Jeunesse et formation
William Temple Hornaday est né le 1er décembre 1854 à Plainfield dans l'État de l'Indiana, il est le fils d'un couple de fermiers William Hornaday et Martha Varner Miller.
En 1857, la famille Hornaday s'installe à Knoxville dans l'État de l'Iowa.
Bien que William Temple Hornaday n'ai pas achevé ses études secondaires, il est accepté par Oskaloosa College (en) en 1870 où il suit un cursus préparatoire à l'entrée à l'université, ce qui lui permet en 1872 d'être accepté par l'Iowa State Agricultural College (maintenant devenu l’Iowa State University).

### Carrière professionnelle
À la sortie de ses études, William Temple Hornaday travaille au musée de l'État de l'Iowa où il s’est engagé à devenir taxidermiste, un programme d’études qui n’était pas offert par ses études universitaires. Aussi dès novembre 1873, il obtient une place auprès du Centre national pour la pratique de la taxidermie de Rochester dans l'État de New York, établissement dirigé par Henry Augustus Ward.
Le rôle d'Henry Augustus Ward est déterminant pour le développement des compétences de William Temple Hornaday en tant que taxidermiste et en le soutenant pour entreprendre des voyages en Floride, Cuba et les Bahamas durant l'année 1874, afin de ramener divers spécimens d'animaux.
De 1876 à 1879 William Temple Hornaday entreprend un tour du monde où il établit une vaste collection de divers spécimens d'animaux collectés en Inde, à l'île de Ceylan, la péninsule malaisienne et Bornéo. Expéditions difficiles menées le plus souvent en solitaire, avec des fonds limités, elles sont relatés de manière vivante dans Two Years in the Jungle: The Experiences of a Hunter and Naturalist in India, Ceylon, the Malay Peninsula and Borneo publié en 1885. Ce récit établi sa réputation en tant qu'auteur d'aventures animalières. Récit où il dit qu'il est souvent épuisé et malade à cause des exigences de ce voyage, malgré ces aléas, il a pu constituer certaines des plus vastes collections de peaux, de crânes et de plumes d'éléphants, de crocodiles, d'orangs-outans, de singes et d'oiseaux jamais obtenus venant de l'Inde et de l'Asie du sud-est.
C'est pendant ces expéditions qu'il développe ses compétences de naturaliste de terrain et devient convaincu de l'importance d'exposer des spécimens dans leur habitat naturel.
En 1879, de retour à New York, William Temple Hornaday épouse Josephine Chamberlain, une femme Battle Creek dans l'État du Michigan, le couple donne naissance à un enfant unique.
En 1880, William Temple Hornaday fonde la Society of American Taxidermists afin d'améliorer la profession de taxidermiste. En 1884 la Society of American Taxidermists ayant atteint ses buts se dissout.
Le public applaudit deux groupes d’orangs outans au sein de leur habitat reconstitué par William Temple Hornaday l'un au Musée américain d'histoire naturelle et l'autre au Musée national d'histoire naturelle des États-Unis.
En 1882, William Temple Hornaday devient le directeur de la taxidermie du Musée national des États-Unis, une branche de la Smithsonian Institution. Il y commence immédiatement par remonter les spécimens existants au musée et à y établir de nouvelles procédures pour la pratique de la taxidermie afin que les animaux aient une apparence plus réaliste.
Il a aidé à la fondation en 1889 du National Zoological Park de la Smithsonian Institution à Washington DC.
Il est nommé directeur du New York Zoological Park en 1896, avant que le zoo ouvre au public en 1899, et est devenu président de la Permanent Wild Life Protective Association. Il a cofondé (avec Theodore Roosevelt) l'American Bison Society (en) en 1905 et a servi comme président de 1907 à 1910.
Il a été en mesure d'exercer une certaine influence qui a conduit à l'adoption de lois qui ont étendu la protection des oiseaux sauvages, du gibier, des bisons, des phoques et de la vie sauvage en général.
William Hornaday a écrit de nombreux articles de magazines et de livres.
En 1913, il a publié l'ouvrage Our Vanishing Wild Life, un plaidoyer pour la conservation de la faune américaine, qui dénonce les ravages des activités humaines, notamment la chasse, sur la faune, appelant à légiférer pour sa protection.

### La fin
William Hornaday est mort à Stamford dans le Connecticut et il est inhumé au Putnam Cemetery (en) de Greenwich également dans le Connecticut.

## Œuvres
- Two Years In The Jungle : The Experiences Of A Hunter And Naturalist In India, Ceylon, The Malay Peninsula And Borneo, Londres, Royaume-Uni, K. Paul (réimpr. 1887, 1894, 1901, 1926,... 2007, 2016, 2022) (1re éd. 1885), 646 p. (ISBN 9781015868892, OCLC 715409257, lire en ligne),
- Camp-Fires in the Canadian Rockies  (ill. John M. Phillips), New York, C. Scribner's Sons (réimpr. 1912, 2009, 2014, 2018) (1re éd. 1906), 500 p. (ISBN 9781117650623, OCLC 480189, lire en ligne),
- Campfires On Desert and Lava  (ill. Daniel Trembly MacDougal & John M. Phillips), New York, C. Scribner's Sons (réimpr. 1983, 2010, 2022) (1re éd. 1908), 500 p. (ISBN 9781015581852, OCLC 2368350, lire en ligne),
- Our Vanishing Wildlife : Its Extermination and Preservation, New York, Arno Press, coll. « American Environmental Studies » (réimpr. 1970, 2009, 2013, 2015) (1re éd. 1913), 442 p. (ISBN 9780405026744, OCLC 137375, lire en ligne),
- A Wild Animal Round Up : Stories And Pictures from the Passing Show, New York, C. Scribner's Sons (1re éd. 1925), 446 p. (ISBN 9781417939923, OCLC 910367235, lire en ligne),

## Pour approfondir

#### Essais et biographie
- (en-US) John Ripley Forbes (ill. Kathleen Elgin), In the Steps of The Great American Zoologist : William Temple Hornaday, Lanham, Maryland, M Evans (réimpr. 2014) (1re éd. 1966), 136 p. (ISBN 9781590773628, OCLC 1162529214, lire en ligne),
- (en-US) James B. Trefethen (ill. Peter Corbin), An American crusade for wildlife, New York, Winchester Press (réimpr. 1985) (1re éd. 1975) (ISBN 9780876912072, OCLC 1500073, lire en ligne),
- (en-US) Gregory J. Dehler, The Most Defiant Devil : William Temple Hornaday and His Controversial Crusade to Save American Wildlife, Charlottesville, Virginie, University Of Virginia Press (réimpr. 2015) (1re éd. 2013), 280 p. (ISBN 9780813937557, OCLC 898087526, lire en ligne),

#### Articles anglophones
- W. Reid Blair, « William Temple Hornaday », Journal of Mammalogy, vol. 18, no 2,‎ mai 1937, p. 264-265 (2 pages) (lire en ligne ),
- Fairfield Osborn, « William Temple Hornaday », Science, new Series, vol. 85, no 2210,‎ 7 mai 1937, p. 445-446 (2 pages) (lire en ligne ),
- C. T. Hurst, « William Temple Hornaday, Zoologist and Conservationist », Bios, vol. 9, no 1,‎ mars 1938, p. 4-13 (10 pages) (lire en ligne ),